# دالماتيوس
فلافيوس يوليوس دالماتيوس هو قيصر الامبراطورية الرومانية من سنة 335 إلى سنة 337. هو ابن فلافيوس دالماتيوس شقيق الإمبراطور قسطنطين العظيم وحفيد قسطنطيوس كلوروس. سلمه عمه الإمبراطور قسطنطين رتبة القيصر وأصبح الحاكم في كل من ولايات تراقيا و أخايا و مقدونيا. بقي في المنصب حتى قتل بيد جنوده في سبتمبر 337 بعد وفاة الإمبراطور ويعتقد أن قتله جاء بأوامر الإمبراطور قنسطانطيوس الثاني ألذي أراد التخلص من منافسيه.